# 伏地諾

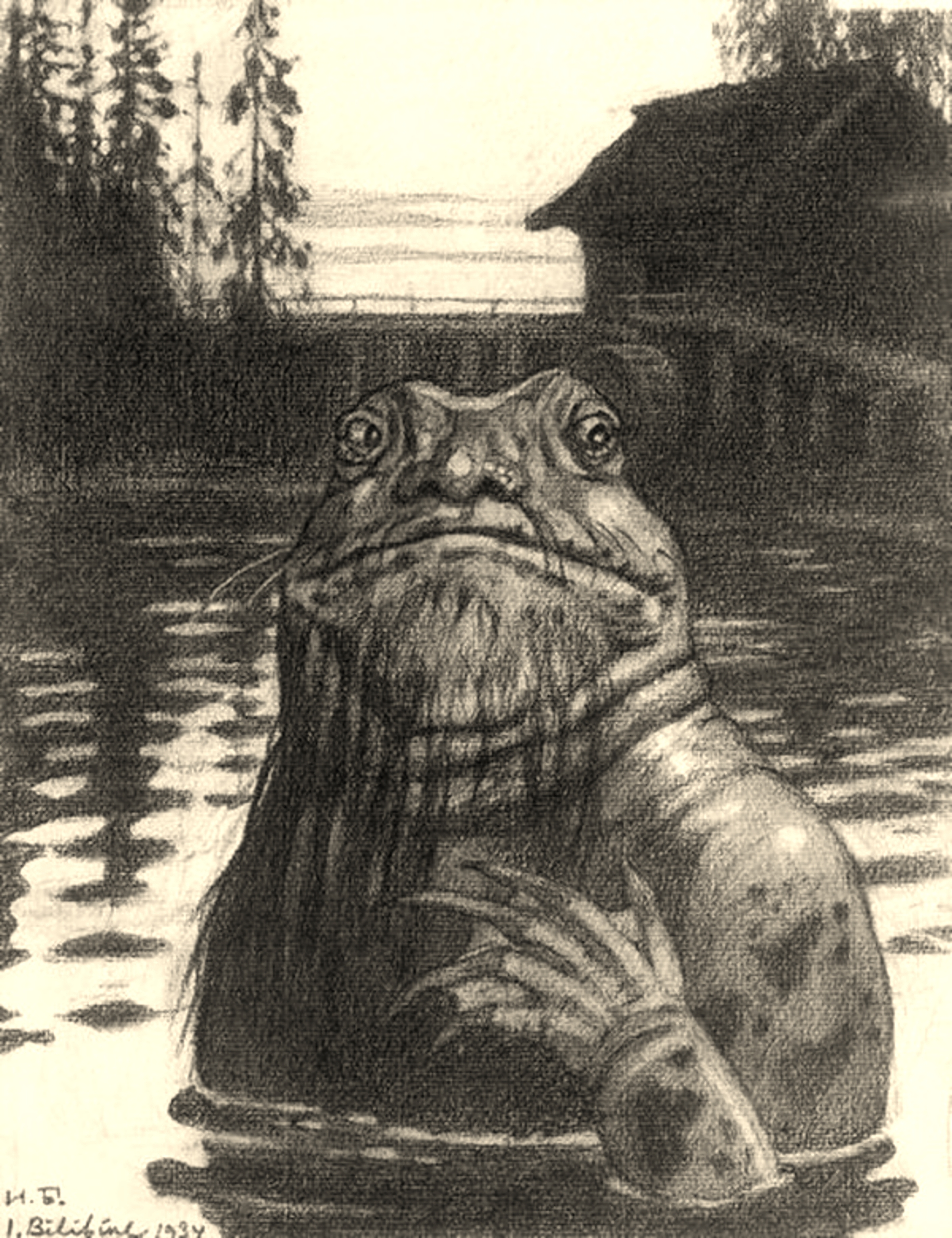
伊凡‧彼利濱繪製的伏地諾(1934)

伏地諾（羅馬化：Vodyanoy），又稱水老爹、沃加诺伊，是流傳於斯拉夫民間傳說中的一種精靈。

## 形象
一般將伏地諾描述為頭禿、肚大、臉頰肥胖、穿綠衣並戴一頂蘆葦高帽，蓄有長長的綠頭髮及鬍鬚；但他偶爾也會以迷人的年輕形象，或村民熟知的某人樣貌出現。

## 習性
伏地諾棲息在河川、小溪和池塘的深處，尤其喜歡鄰近磨坊的水源處。他在白天蛰伏，晚上浮出水面嬉戲，將他飼養在水底的牲畜趕上岸吃草。
伏地諾善於變形，據說會溺斃在半夜或正午游泳的人。他喜歡引誘女子使其溺水，再與之成婚。當妻子將分娩時，他會上岸到村裡尋找接生婆，並以豐富的金銀作為報答。但偶爾會因為衣服滲出水而遭識破。
相傳伏地諾還有冬眠的習性。當春季來臨時，他會擊破河床的冰，築起高高的冰堆。
伏地諾喜愛搗蛋，尤其以破壞水車為樂。但在心情好的時候，他也會幫助漁夫捕魚，或向村民提供洪水的警訊。
伏地諾的女兒們高挑、白皙、氣質憂鬱、穿著透明的綠衣，喜歡在樹上唱歌，或誘惑、折磨溺水的人。